# Juan Curuchet
Juan Esteban Curuchet (ur. 4 lutego 1965 w Mar del Plata) – argentyński kolarz torowy, mistrz olimpijski, wielokrotny medalista mistrzostw świata i trzykrotny triumfator igrzysk panamerykańskich.

## Kariera
Startował głównie w madisonie i wyścigu punktowym. Sześciokrotnie występował w igrzyskach olimpijskich, począwszy od igrzysk w Los Angeles w 1984 roku (nie startował jedynie w 1992 roku w Barcelonie). Startując w parze z Walterem Pérezem zdobył złoty medal igrzysk olimpijskich w Pekinie w 2008 roku oraz mistrzostwo świata (ponadto ma na swoim koncie trzy srebrne medale i osiem brązowych) cztery lata wcześniej w Melbourne. Trzy razy zwyciężał w madisonie podczas igrzysk panamerykańskich w 1999, 2003 i 2007 roku (zdobył też srebrne medale w 1983 roku w wyścigu punktowym i w 1987 roku w drużynowym wyścigu na dochodzenie).
Jego brat, Gabriel Curuchet, również był kolarzem.